# پول داغ
در علم اقتصاد، پول داغ یک گردش وجوه (یا سرمایه) از یک کشور به کشور دیگر به منظور کسب یک سود کوتاه مدت روی نوسانات نرخ بهره یا نرخ تبادل ارز پیش‌بینی شده‌است. به این نگرش گردش سرمایه، 'پول داغ' گفته می‌شود چون به سرعت می‌تواند به داخل و خارج بازارها جابه‌جا شود که به‌طور بالقوه به بی‌ثباتی بازار منجر می‌شود.

## شمای کلی گردش‌های پول داغ
نمونهٔ سادهٔ زیر پدیدهٔ پول داغ را روشن می‌کند:
در آغاز سال ۲۰۱۱، متوسط نرخ ملی ارزش سپرده یک ساله در ایالات متحده برابر ۰٫۹۵٪ است. در مقابل، معیار سپردهٔ یک ساله چین، ۳٪ است. واحد پول چین به‌طور جدی ای از ارزش کمتری در برابر واحدهای پولی عمده تجاری دنیا برخوردار است و بنابراین احتمالاً در سال‌های پیش رو ارزش بیش تری نسبت به دلار آمریکا پیدا می‌کند. با توجه به این شرایط، اگر یک سرمایه‌گذار در ایالات متحده پول خود را در یک بانک چینی سرمایه‌گذاری کند، سرمایه‌گذار بازگشت سرمایه بیشتری نسبت به حالتی که همان سرمایه را در یک بانک آمریکایی سرمایه‌گذاری کند، دریافت می‌کند. این حالت، چین را هدف عمدهٔ گردش به داخل پول داغ قرار می‌دهد. این تنها یک نمونه برای رفع ابهام است. در واقع، پول داغ حالت‌های گوناگون بسیاری از سرمایه‌گذاری را در بر می‌گیرد.
توصیف زیر به روشن‌تر شدن این پدیده کمک می‌کند:" یک کشور یا یک بخش در جهان اقتصاد، یک بحران مالی را تجربه می‌کند؛ سرمایه به طور وحشت آوری خارج می‌شود، سرمایه گذاران مقاصد جذاب تری را برای پولشان جستجو می‌کنند. در مرحله بعد، گردش‌های به داخل سرمایه یک جنبش عظیمی را ایجاد می‌کند که با بالا رفتن بدهکاری‌ها همراه می‌شود، برای مدتی بهای دارایی‌ها افزایش پیدا کرده و مصرف افزایش می‌یابد. اما غالباً، این گردش‌های به داخل سرمایه بحران دیگری را نیز به دنبال دارد. برخی مفسران این الگوهای گردش سرمایه را به عنوان "پول داغ" توصیف می‌کنند که از یک کشور یا بخش به دیگری جریان پیدا می‌کند و دنباله‌ای از ویرانی‌ها را از خود به جا می‌گذارد."

## انواع پول داغ
همان‌طور که در بالا اشاره شد، سرمایه در حالت زیر می‌تواند به عنوان پول داغ در نظر گرفته شود:
- سهام سرمایه خارجی کوتاه مدت، شامل سرمایه‌گذاری در تساوی حقوق، اوراق قرضه و مشتقات مالی
- وام‌های کوتاه مدت بانکی خارجی
- وام‌های بانکی خارجی با افق سرمایه‌گذاری کوتاه مدت

انواع سرمایه در شاخه‌های بالا، مشخصات مشترکی را نشان می‌دهند: افق سرمایه‌گذاری کوتاه است، و آن‌ها می‌توانند رفت و برگشت سریعی داشته باشند.

## تخمین ارزش کل
یک روش معنی دار خوب برای تخمین مقدار پول داغی که در یک کشور در یک دوره زمانی خاص حرکت می‌کند وجود ندارد، چون پول داغ به سرعت گردش می‌کند و نظارت ضعیفی بر آن می‌باشد. علاوه بر این اگر یک روش تخمین هم ساخته شود، پول داغ می‌تواند بسته به شرایط اقتصادی کنترل گردش سرمایه به‌طور ناگهانی افزایش یا کاهش داشته باشد. یک راه عمومی برای تقریب زدن گردش پول داغ تفریق کردن مازاد یا کسری داد و ستد و شبکه گردش سرمایه مستقیم خارجی از تغییرات ذخایر خارجی کشور می‌باشد.
پول داغ (تقریباً)=تغییرات در ذخیره ارز خارجی-شبکه صادرات و شبکه سرمایه مستقیم خارجی